# Relleu
Relleu es un municipio de la Comunidad Valenciana, España. Situado en el interior de la provincia de Alicante, en la comarca de la Marina Baja. Cuenta con 1248 habitantes (INE 2023).

## Geografía
Relleu se enclava en el centro de un valle rodeado de montañas como el Cabezón de Oro (1209 m.), la sierra de la Grana (1112 m.) y la sierra del Aguilar, de 889 metros de altitud.
La mejor forma de acceder a Relleu es saliendo desde Villajoyosa y tomar la carretera que comunica Sella con Orcheta (CV-770).

## Historia
Relleu (que en valenciano significa "relieve" o "relevo") debe su nombre a la accidentada orografía que conforma su término municipal.
Se trata de una población de origen musulmán, cuyos habitantes levantaron el castillo de Relleu. Tras la conquista de la comarca por las tropas de Jaime I de Aragón, fue dada en propiedad a Bernardo de Sarriá. Eclesiásticamente, dependió de la parroquia de Finestrat hasta el año 1535. 
Se trataba de un lugar de moriscos, constituido en 1609 por 170 casas, según el censo de Caracena de aquel mismo año, dependientes de Cocentaina. Después de su expulsión, estos se refugiaron en la montaña y se amotinaron contra dicha orden. En la localidad únicamente permanecieron 15 familias de cristianos viejos.

## Geografía humana

### Demografía
Cuenta con una población de 1288 habitantes (INE 2024).
| Gráfica de evolución demográfica de Relleu entre 1842 y 2021                                                          |
| |
| Población de derecho según los censos de población del INE. Población de hecho según los censos de población del INE. |

| Nacionalidad | Hombres | Mujeres | Total | %     | Proporción |
| ------------ | ------- | ------- | ----- | ----- | ---------- |
| Española     | 394     | 355     | 749   | 63.9% |            |
| Extranjera   | 219     | 203     | 422   | 36.0% |            |

La población pasó de los 3342 habitantes censados en 1900 a 717 en el 2000, debido a la emigración de sus habitantes. En los últimos años, se ha convertido en un destino atractivo de turismo de interior para (principalmente) ciudadanos británicos, con lo que se ha invertido el fenómeno de despoblación. A continuación se expone el devenir demográfico del municipio de Relleu a lo largo de la serie estadística española: 
| Evolución demográfica de Relleu | Evolución demográfica de Relleu | Evolución demográfica de Relleu | Evolución demográfica de Relleu | Evolución demográfica de Relleu | Evolución demográfica de Relleu | Evolución demográfica de Relleu | Evolución demográfica de Relleu | Evolución demográfica de Relleu | Evolución demográfica de Relleu | Evolución demográfica de Relleu | Evolución demográfica de Relleu | Evolución demográfica de Relleu | Evolución demográfica de Relleu | Evolución demográfica de Relleu | Evolución demográfica de Relleu | Evolución demográfica de Relleu | Evolución demográfica de Relleu | Evolución demográfica de Relleu | Evolución demográfica de Relleu |
|                                 | 1857                            | 1887                            | 1900                            | 1910                            | 1920                            | 1930                            | 1940                            | 1950                            | 1960                            | 1970                            | 1981                            | 1991                            | 2001                            | 2006                            | 2007                            | 2009                            | 2010                            | 2022                            | 2023                            |
| ------------------------------- | ------------------------------- | ------------------------------- | ------------------------------- | ------------------------------- | ------------------------------- | ------------------------------- | ------------------------------- | ------------------------------- | ------------------------------- | ------------------------------- | ------------------------------- | ------------------------------- | ------------------------------- | ------------------------------- | ------------------------------- | ------------------------------- | ------------------------------- | ------------------------------- | ------------------------------- |
| Población                       | 2521                            | 3018                            | 3342                            | 3080                            | 2690                            | 2242                            | 2001                            | 1813                            | 1539                            | 1307                            | 1009                            | 717                             | 795                             | 1046                            | 1090                            | 1262                            | 1279                            | 1171                            | 1248                            |

### Economía
Aunque la agricultura (principalmente de almendros y olivos) sigue estando en práctica, no tiene la importancia que tuvo en el siglo pasado y hoy en día la fuente económica de Relleu depende, en su mayor parte, del sector servicios.

## Política
| Periodo   | Nombre                         | Partido   |
| --------- | ------------------------------ | --------- |
| 1979-1983 | Antonio Gosálbez Lloréns       | IND       |
| 1983-1987 | Vicente García Gosálbez        | PSPV-PSOE |
| 1987-1991 | Vicente García Gosálbez        | PSPV-PSOE |
| 1991-1995 | Vicente García Gosálbez        | PSPV-PSOE |
| 1995-1999 | Santiago Cantó Pérez           | PP        |
| 1999-2003 | Santiago Cantó Pérez           | PP        |
| 2003-2007 | Santiago Cantó Pérez           | PP        |
| 2007-2011 | Santiago Cantó Pérez           | PP        |
| 2011-2015 | Santiago Cantó Pérez           | PP        |
| 2015-2019 | Santiago Cantó Pérez           | PP        |
| 2019-2023 | Lino Antonio Pascual Carbonell | PP        |
| 2023-act. | Lino Antonio Pascual Carbonell | PP        |

## Monumentos y lugares de interés

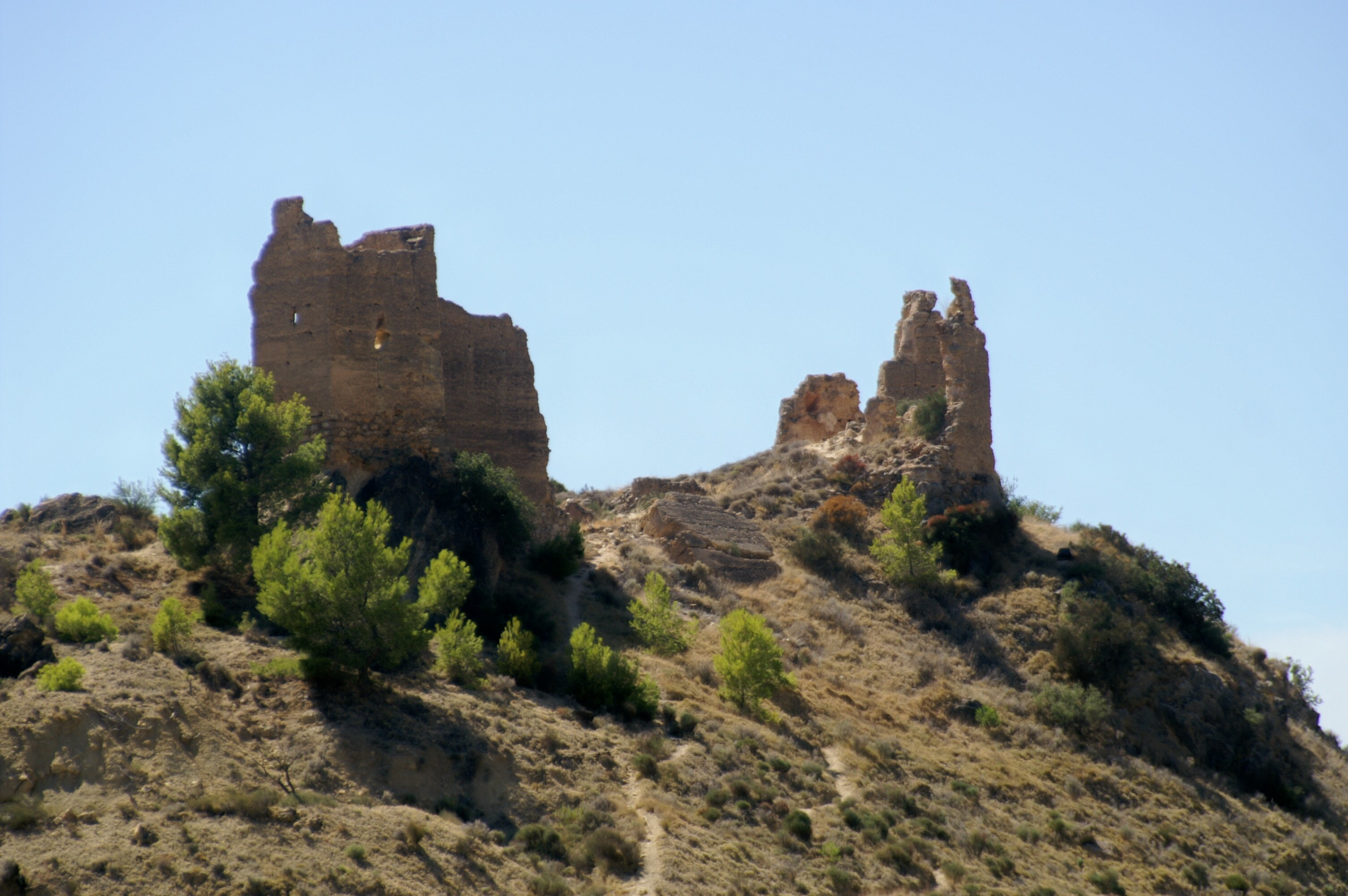
Castillo de Relleu

- Casa Fortificada la Garrofera. Declarada Bien de Interés Cultural.
- Castillo de Relleu. Declarado Bien de Interés Cultural.
- Torre Casa Balde. Declarada Bien de Interés Cultural.
- Torre de la Vallonga. Declarada Bien de Interés Cultural.
- Ayuntamiento. Data del siglo pasado.
- Casco Urbano. El casco urbano de la población, empinado y estrecho como los mejores zocos árabes, está muy bien conservado y tiene ejemplos arquitectónicos de notable interés. La plaza del Sagrado Corazón de Jesús es el epicentro convivencial de Relleu y eje de comunicaciones de la población.
- Iglesia parroquial de Santiago Apóstol. Se erige en el siglo XVII sobre el antiguo cementerio de la población para ser demolida a finales del siglo pasado y acabada de reconstruir en 1931. Sus campanas son singulares debido a que son las más antiguas de toda la provincia.
- Ermita de San Alberto. Se encuentra en una de las alturas cercanas al casco urbano. La ascensión permite contemplar la mejor vista de Relleu y de gran parte de su término.
- Pantano de Relleu. Situado en el extremo sudeste del término municipal y justo antes del término de Orcheta, recoge las aguas del río Amadorio. Se trata de una construcción del siglo XVIII, del tipo bóveda-arco de 30 metros de altura y de 10 metros de espesor en la pared. La presa fue construida a iniciativa de los habitantes de Villajoyosa, que recibieron en 1653 el documento del rey Felipe IV autorizando su construcción. Actualmente, este pantano no tiene ninguna finalidad como tal. El paraje es impresionante debido a lo abrupto del estrecho que forma el río.
- La "Patada de San Jaime". Es una huella de pie marcada sobre la roca cuyo origen se atribuye a una supuesta visita que el Apóstol hizo a la población.
- Los Tollos. Pequeños embalses o regazos de agua donde poderse zambullir en verano.
- Poblado íbero de Peña roja.
- Museo de Relleu. Museo histórico y etnológico de Relleu. museuderelleu.org

## Fiestas

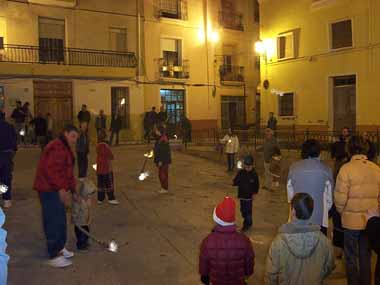
Aixama

- Fiestas Patronales. Se celebran el último fin de semana de septiembre, en honor a la Virgen del Milagro y a los Santos Médicos Cosme y Damián. Con dicho motivo tienen lugar actos religiosos y lúdicos entre los que destacan: L'Ofrena (en la que se bailan las Danses y les Fadrines ofrendan alfàbigues a su patrona), procesión, concurso de paellas, correfoc, espectáculos musicales, fuegos artificiales y cucañas.

- San Alberto. El primer fin de semana de agosto se celebra la romería a la ermita de San Alberto de Sicilia. Los jóvenes son quienes organizan la fiesta, en la que destacan: la sardinada, paellas, cucañas, desfile de disfraces, orquestas y la banyà.

- Las aixamas. El calendario festivo se cierra en Nochebuena. El 24 de diciembre, por Nochebuena, se inicia una fiesta de origen pagano en la que se encienden antorchas de esparto "aixames" con las que se recorren las calles del pueblo pidiendo el aguinaldo.

- San Antonio Abad. Se celebra el fin de semana más próximo al 17 de enero. El sábado, durante todo el día, se rememora la antigua matanza que se hacía en las masías de la montaña alicantina. El domingo misa mayor con bendición de los animales y reparto del Pan bendito.

## Gastronomía
Los platos típicos de la localidad son la "Olleta de Blat", la "Borra" hecha con espinacas y bacalao, la "Faseura" con maíz o las diversas tortas "coques": "Farcida", "Escaldá'" o "a la Paleta".

## Personas destacadas
- Evaristo Manero Mollá (Relleu, 1849 - Alicante, 1916). Médico, presidente-decano del Colegio de Médicos de Alicante y cofundador de la Cruz Roja Española alicantina. Le sucedió en la profesión su hijo Evaristo Manero Pineda.
- Eduardo Soler y Pérez (Alicante, 1845 - Confrides, 1907). Jurista, catedrático y geógrafo.